# Emoia rufilabialis
Espèce
Emoia rufilabialis est une espèce de sauriens de la famille des Scincidae.

## Distribution
Cette espèce est endémique des îles Santa Cruz aux Salomon.

## Étymologie
Le nom spécifique rufilabialis vient du latin rufus, rouge, et de labium, la lèvre, en référence à l'aspect de ce saurien.

## Publication originale
- McCoy & Webber, 1984 : Two new species of scincid lizards from Santa Cruz and Duff Islands, Solomon Islands. Copeia, vol. 1984, no 3, p. 571-578.